# Instituto de Investigación del Suroeste
El Instituto de Investigación del Suroeste  (Southwest Research Institute o SwRI, en inglés) es una de las mayores organizaciones de Investigación y Desarrollo de los Estados Unidos. Es una institución sin ánimo de lucro e independiente, fundada en 1947 y con sede principal en San Antonio, Texas. Fundada por Thomas Slick, Jr., proporciona contratos de servicios de investigación y desarrollo a la industria y al gobierno. El instituto está gobernado por un consejo de administración, que cuenta con unos 100 asesores. Más de 4.000 proyectos están activos en el instituto en un momento dado. Estos proyectos están financiados casi por igual entre el gobierno y los sectores comerciales. Al cierre del año fiscal 2017, el personal de SwRI contaba con 2,574 empleados y los ingresos totales superaban los $ 528 millones. El instituto proporcionó más de $ 7 millones para financiar la investigación innovadora a través de su programa de investigación y desarrollo patrocinado internamente.
Una lista parcial de áreas de investigación incluye ciencia espacial e ingeniería; automatización, robótica y sistemas inteligentes; aviónica y sistemas de apoyo; bioingeniería; química e ingeniería química; corrosión y electroquímica; ciencias de la tierra y planetarias; investigación de emisiones; Ingeniería Mecánica; tecnología contra incendios; sistemas de fluidos y dinámica de maquinaria; y combustibles y lubricantes. Áreas adicionales incluyen geoquímica e ingeniería minera; hidrología y geohidrología; ciencias de los materiales y mecánica de fracturas; modelado y simulación; evaluación no destructiva; exploración de petróleo y gas; tecnología de tuberías; modificación de superficies y recubrimientos; y diseño, investigación y desarrollo de vehículos, motores y motores. En 2017, los miembros del personal publicaron 619 artículos en la literatura técnica, realizaron 600 presentaciones en conferencias técnicas, seminarios y simposios en todo el mundo, presentaron 60 revelaciones de la invención, presentaron 33 solicitudes de patente y recibieron 50 premios de patentes de Estados Unidos.
SwRI inicia contratos con clientes basados en consultas y prepara una propuesta formal que describe el alcance del trabajo. Sujeto a los deseos del cliente, los programas se mantienen confidenciales. Como parte de una tradición de largo tiempo, los derechos de patente derivados de la investigación patrocinada a menudo se asignan al cliente. SwRI generalmente retiene los derechos de los avances financiados por el instituto.
Las oficinas centrales del instituto ocupan más de dos millones de pies cuadrados de oficinas y laboratorios en más de 1.200 acres en San Antonio. SwRI tiene oficinas técnicas y laboratorios en Boulder (Colorado), Ann Arbor (Míchigan), Warner-Robins (Georgia), Ogden (Utah), Oklahoma City (Oklahoma), Rockville (Maryland), Minneapolis (Minnesota). Así como en Beijing, China, además de otros lugares.
Technology Today, la revista técnica de SwRI, se publica tres veces al año para destacar los proyectos de investigación y desarrollo actualmente en curso.

## Divisiones técnicas
SwRI consta de nueve divisiones que ofrecen servicios multidisciplinarios de resolución de problemas en una variedad de áreas en ingeniería y ciencias físicas:
- Física Aplicada
- Potencia aplicada
- Sistemas inteligentes
- Química e ingeniería química
- Ingeniería mecánica
- Oficina de Ingeniería Automotriz (Ingeniería de tren motriz e Investigación de combustibles y lubricantes)
- Soluciones de defensa e inteligencia
- Ciencia e ingeniería del espacio
- Centro para Análisis de Regulación de Residuos Nucleares (FFRDC patrocinado por la Comisión Reguladora Nuclear de los Estados Unidos)